# Wushu ai Giochi mondiali 2022 - Daoshu e Gunshu femminile
La gara del daoshu e gunshu femminile di wushu ai Giochi mondiali 2022 si è svolta il 12 e il 13 luglio 2022 a Birmingham.

## Risultati
| Rank | Atleta                 | Nazione     | Gunshu | Daoshu | Totale |
| ---- | ---------------------- | ----------- | ------ | ------ | ------ |
| 1    | Mia Tian               | Stati Uniti | 9.303  | 9.487  | 18.790 |
| 2    | Alina Krysko           | Ucraina     | 9.373  | 9.293  | 18.666 |
| 3    | Michelle Yeung         | Hong Kong   | 9.220  | 9.360  | 18.580 |
| 4    | Alexa Cruz             | Messico     | 8.997  | 9.270  | 18.267 |
| 5    | Camila Cid Urtubia     | Cile        | 8.707  | 8.050  | 16.757 |
| 6    | Hoàng Thị Phương Giang | Vietnam     | DNS    | DNS    |        |